# UK Singles Chart

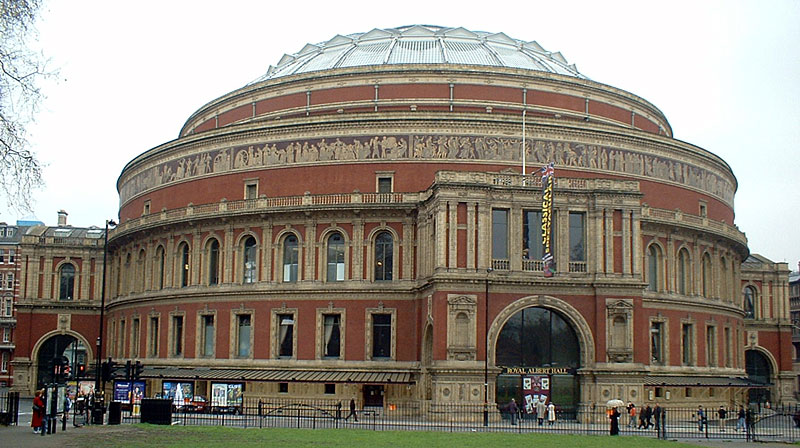
El Royal Albert Hall, Londres, un lloc important per a totes les formes de la música.

La UK Singles Chart (o llista de senzills més importants del Regne Unit) és un recull per part de The Official UK Charts Company en representació de la indústria discogràfica britànica. La llista va de diumenge a dissabte i és compilada els diumenges a la tarda. La llista es publica impresa a la revista Music Week, i en línia a Yahoo! Music UK. Al voltant de 6.500 botigues (de venda al detall) contribueixen amb les dades de les seves vendes a confeccionar la llista cada setmana, així com diverses botigues digitals de descàrregues musicals. La majoria dels senzills (singles) es posen a la venda els dilluns al Regne Unit.